# Arvika kommun
Arvika kommun er en kommune i Värmlands län, Sverige med 26 000 indbyggere (2006).
- Wikimedia Commons har flere filer relateret til Arvika kommun

59°39′00″N 12°35′00″Ø / 59.65°N 12.583333333333°Ø